# Ciudad vieja de Jerusalén
La ciudad vieja de Jerusalén (en hebreo: העיר העתיקה‎ [Ha'Ir Ha'Atiqah], en árabe: البلدة القديمة‎ [al-Balda al-Qadimah], en turco: Kudüs, en armenio: Երուսաղեմի հին քաղաք [Yerusaghemi hin k'aghak']) es el casco antiguo de la ciudad de Jerusalén. Se trata de un área de aproximadamente 0,9 km² situada dentro de Jerusalén Este, que hasta la década de 1860 constituía todo el entramado urbano. La ciudad vieja es el lugar donde se ubican sitios religiosos importantes tales como el Monte del Templo y el Muro de las Lamentaciones para la religión judía, el Santo Sepulcro para la religión cristiana, y la Cúpula de la Roca y la Mezquita de Al-Aqsa para la religión musulmana.
Tradicionalmente, la ciudad vieja ha estado dividida en cuatro barrios, aunque los actuales nombres solo se introdujeron en el siglo XIX. Estos cuatro barrios son el Barrio Musulmán, el Barrio Judío, el Barrio Cristiano y el Barrio Armenio. 
A propuesta de Jordania, la ciudad vieja fue incluida en 1981 en el Patrimonio de la Humanidad de la Unesco. En 1982, la Unesco decidió su inclusión en la Lista del Patrimonio de la Humanidad en peligro. En junio de 2000, Israel pidió que se ampliara el área para incluir el Monte Sion.

## Historia

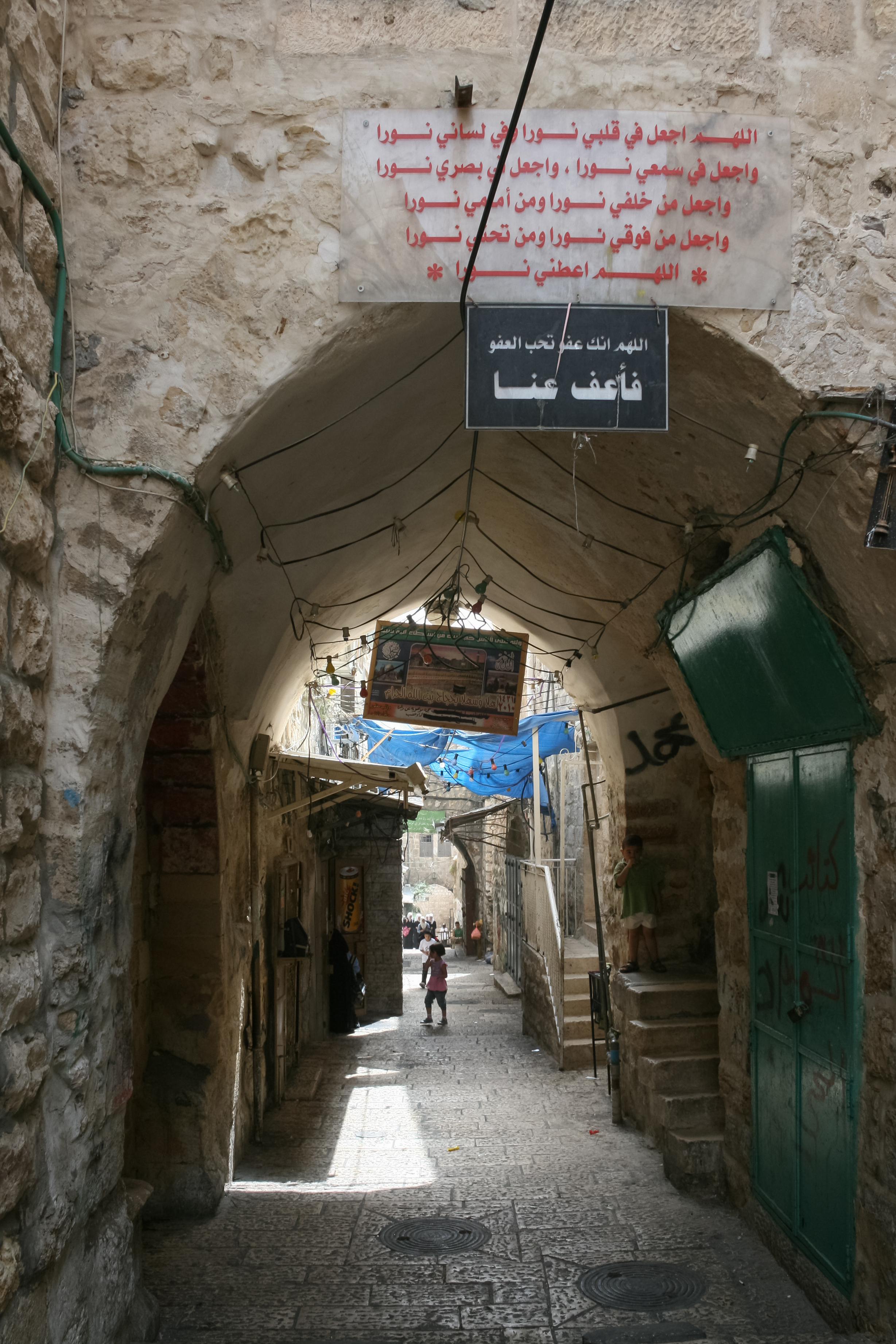
Calle en la ciudad vieja

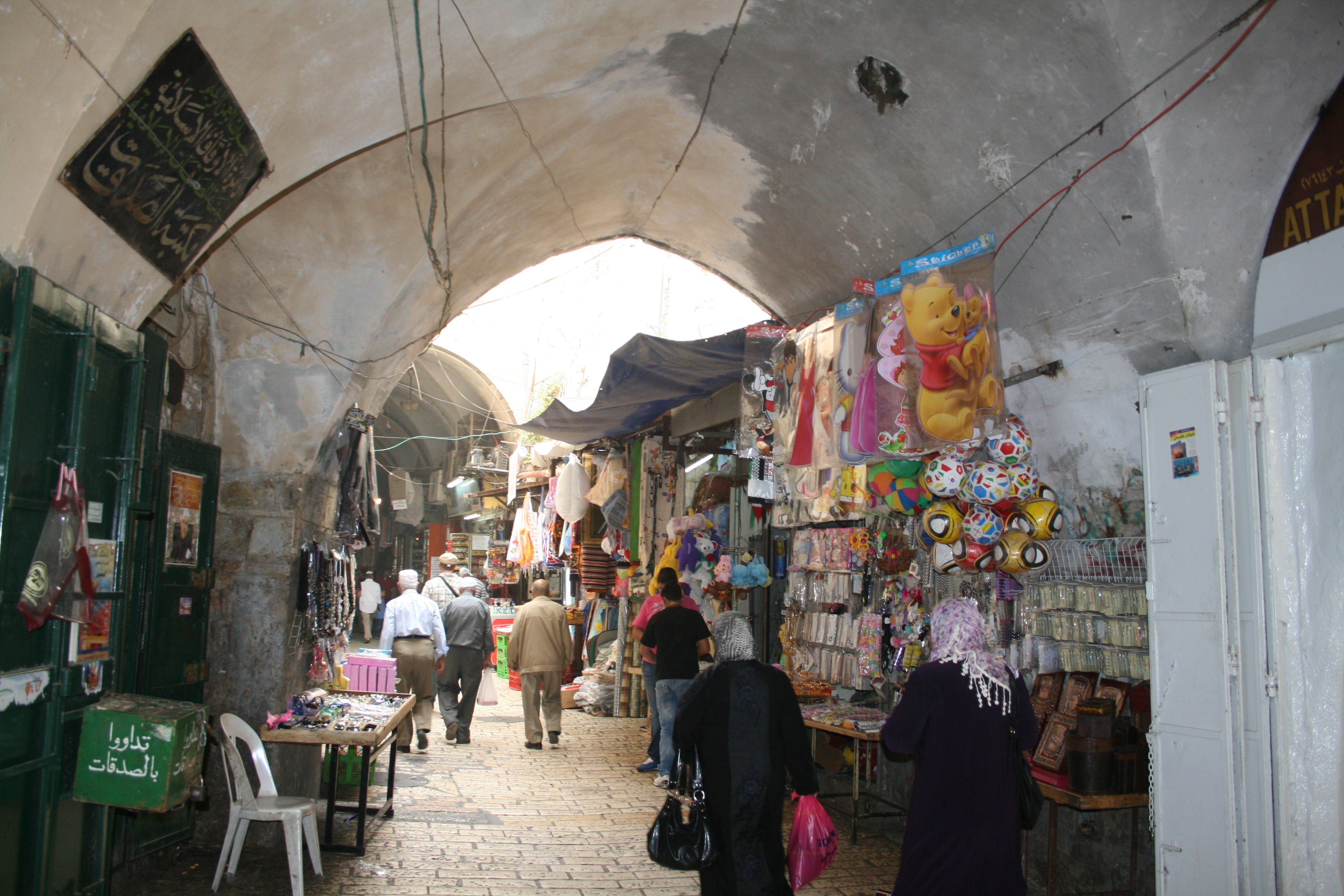
Comercios en la ciudad vieja

En el siglo XI a. C. el rey israelita David conquistó la ciudad de Jebús, bastión del pueblo jebuseo, uno de los que habitaban Canaán. El bastión estaba fortificado con sólidos muros que lo rodeaban. Cuando David se instaló allí, la designó Ir David (La ciudad de David). Este lugar está ubicado actualmente al sudoeste de la actual ciudad vieja y es llamado  Colina Ofel (fue descubierto y excavado por el Fondo para la Exploración de Palestina entre 1923 y 1925).
El hijo de David, Salomón, extendió la construcción de los muros y además edificó el templo que llevó su nombre. La ciudad pasó a llamarse Ir Salomon (la Ciudad de Salomón) llamada en la Biblia, Jerusalén. A la muerte de Salomón hacia 962 a. C. acaeció un cisma en el pueblo judío y se formaron dos estados: Israel con  capital en Samaria y Judá, con capital en Jerusalén. 
La ciudad resistió a través de los años los ataques de sus poderosos vecinos, pasando también por diversas etapas de vasallaje hasta el año 587 a. C. durante el reinado del último rey de Judá, Sedecías, cuando fue conquistada y arrasada por el rey Nabucodonosor II. 
El reino de Judá pasó a ser una provincia del Imperio Babilónico o Imperio Caldeo y la mayoría de la clase regente judía sería enviada al destierro en Babilonia. 
En el año 530 a. C. el rey persa Ciro II el Grande conquistó el Imperio Babilónico y permitió el regreso de las comunidades judías deportadas, a la provincia de Judá; éstas regresaron a Jerusalén y reconstruyeron la ciudad y el Templo de Salomón. 
En 332 a. C. Alejandro Magno conquistó el Imperio persa y la ciudad no sufrió destrucciones. A la muerte de Alejandro, Judá o Judea, y Jerusalén pasaron a formar parte del Imperio seléucida, el que a su vez sería anexado al Imperio romano el 64 a. C. por el general romano Cneo Pompeyo Magno, después de derrotar a dicho Imperio.
Jerusalén sufrió el asedio y la conquista romana, con la destrucción de sus muros y la anexión al Imperio romano.
La ciudad de Jerusalén se recobró durante el mandato del general Marco Vipsanio Agripa, que ordenó la construcción de un nuevo muro llamado la Tercera Muralla, permaneciendo la ciudad bajo la administración de una elite religiosa, los asmoneos, cuando ocurrió la primera guerra judeo-romana que implicó nuevamente el asedio romano a Jerusalén, y la toma y destrucción de la ciudad el año 70. d. C. realizada por el futuro emperador romano Tito.

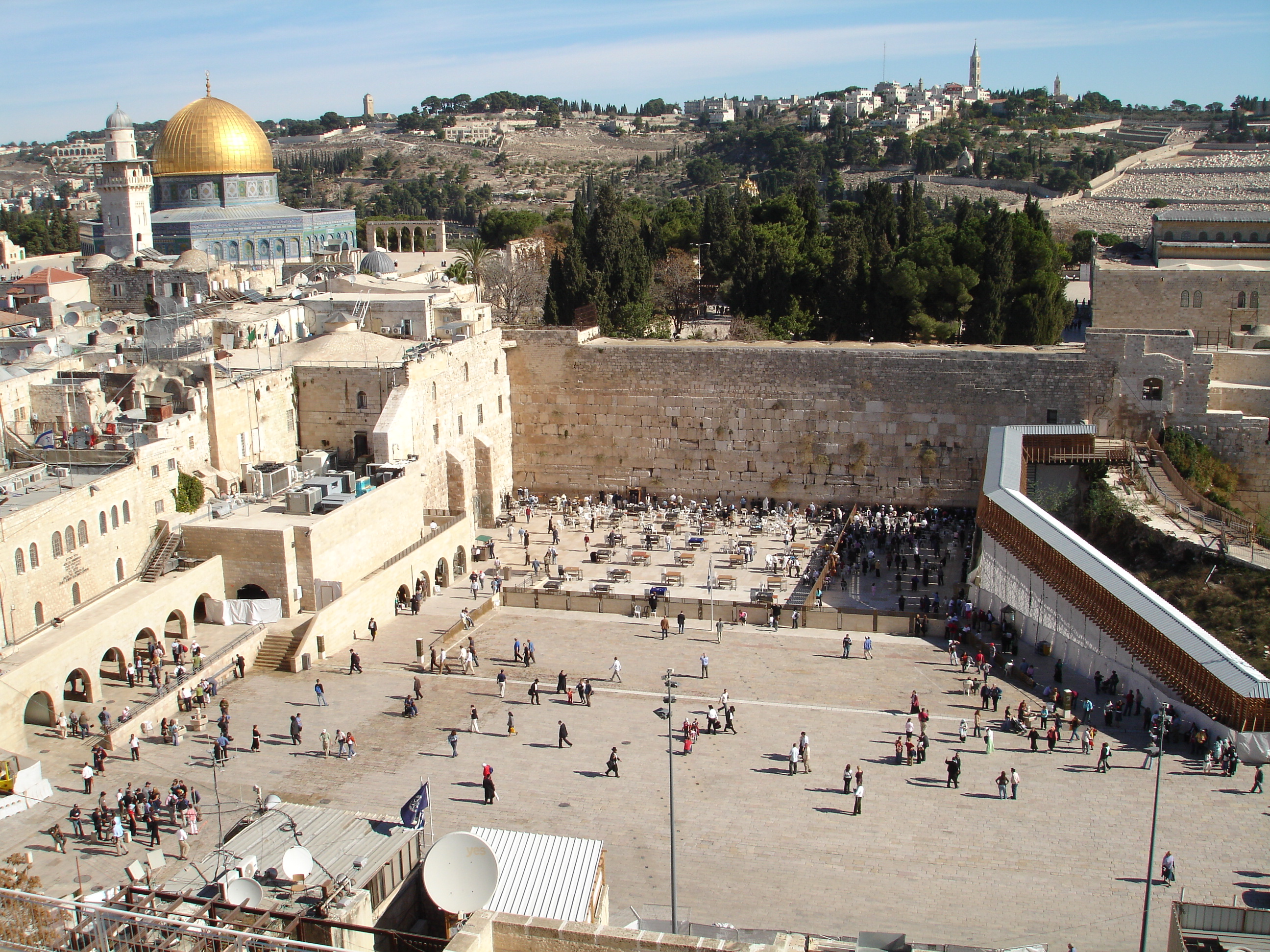
Muro de las Lamentaciones

El año 21 a. C. el rey Herodes el Grande restauró la ciudad y el Templo, existiendo aún en pie una parte llamada el Muro de las Lamentaciones, de gran importancia en la religión judía.
Alrededor del año 135, el emperador Adriano decidió reconstruir la ciudad con el nombre de Aelia Capitolina, lo que provocó una nueva revuelta entre los judíos, que terminó en 135 con la victoria romana y la expulsión y exilio de la mayor parte del pueblo judío, conocida como la Diáspora. El territorio de Judea pasó a ser la provincia romana de Siria Palestina o Palestina.
El destino de Jerusalén siguió ligado a sucesivas conquistas y conflictos, formando parte del Imperio Romano de Oriente o Imperio bizantino, dentro del cual fue una de las cuatro sedes de importancia religiosa doctrinal del cristianismo, junto con Constantinopla, Antioquía y Alejandría.
El año 326, el emperador Constantino I el Grande mandó a levantar la Iglesia del Santo Sepulcro, que se constituyó en uno de los principales lugares religiosos del cristianismo. 

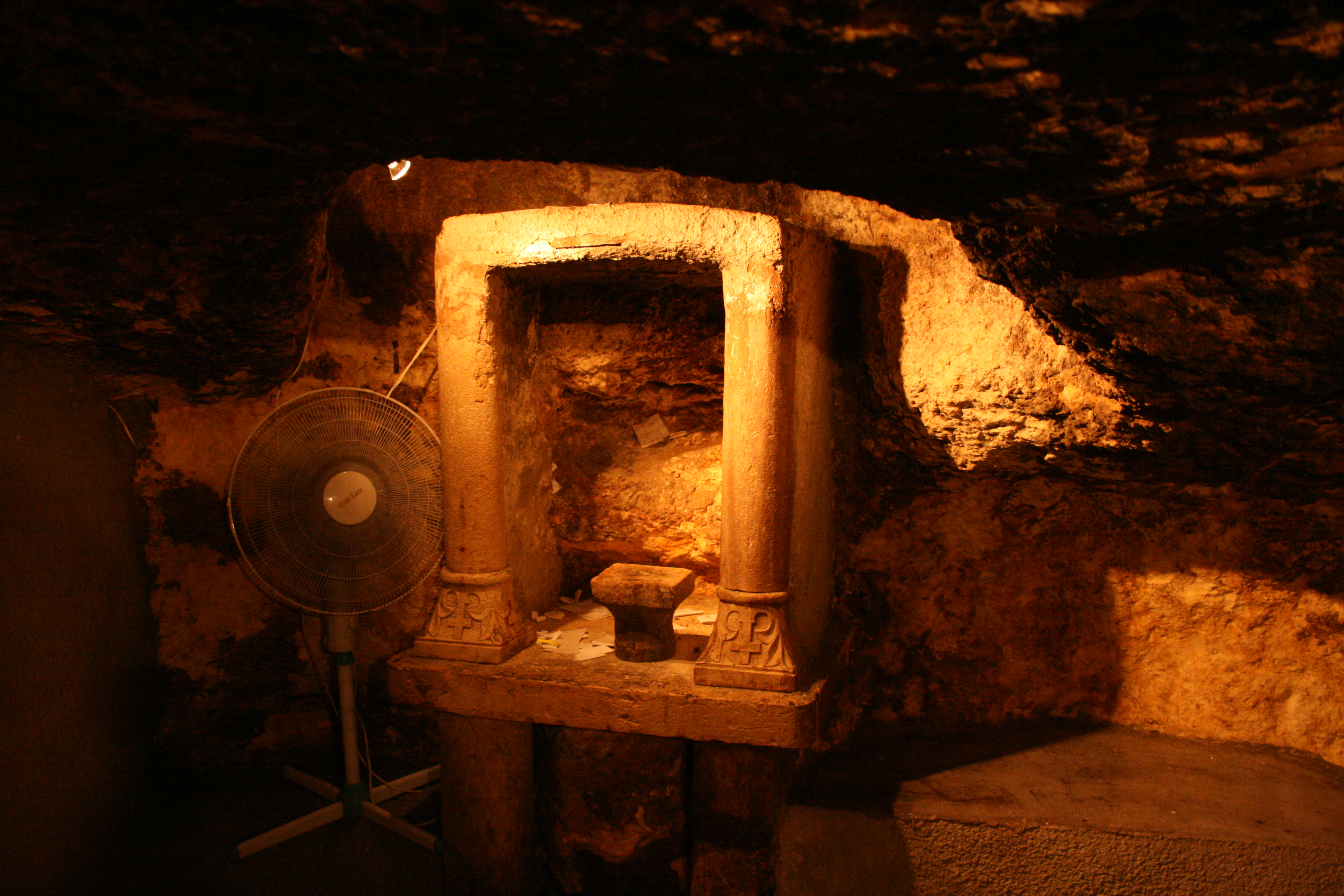
Iglesia ortodoxa de Santa Ana, lugar de nacimiento de la virgen María.

El año 614 el Imperio sasánida conquistó la ciudad, rigiéndola hasta el año 638, siendo desplazado por la expansión musulmana que ocupó la ciudad incorporándola al Califato Omeya de Damasco, al califato abbasí y al Imperio otomano sucesivamente.
Entre los años 687 y 691 se construyó la Cúpula de la Roca. En 710 se terminó de erigir la Mezquita de Al-Aqsa. Ambos templos son importantes puntos religiosos de la religión musulmana.
En 1095 el papa Urbano II predicó en el Concilio de Clermont la Primera Cruzada dirigida a reconquistar Jerusalén de los musulmanes. El noble francés Godofredo de Bouillón logró este cometido y luego de efectuar una masacre conquistó la ciudad y creó el Reino de Jerusalén del cual fue su hermano Balduino I, el primer representante con el título de Rey de Jerusalén. Durante los siguientes años la presencia de las Órdenes Militares cristianas fue intermitente en la ciudad, alternado con la presencia de tropas musulmanas, que asediaron y conquistaron definitivamente la ciudad en el año 1244.
Las murallas de Jerusalén fueron destruidas y reconstruidas muchas veces. Las actuales murallas fueron levantadas en 1538 por el sultán otomano Solimán el Magnífico y continuó bajo dominio otomano hasta el final de la Primera Guerra Mundial. 
Las murallas tienen una extensión aproximada de 4,5 km y su altura varía entre los 5 y 15 m, con un espesor de 3 m. Tienen 43 torres de vigilancia y 8 puertas, de las cuales solo 7 están abiertas.

## Los barrios

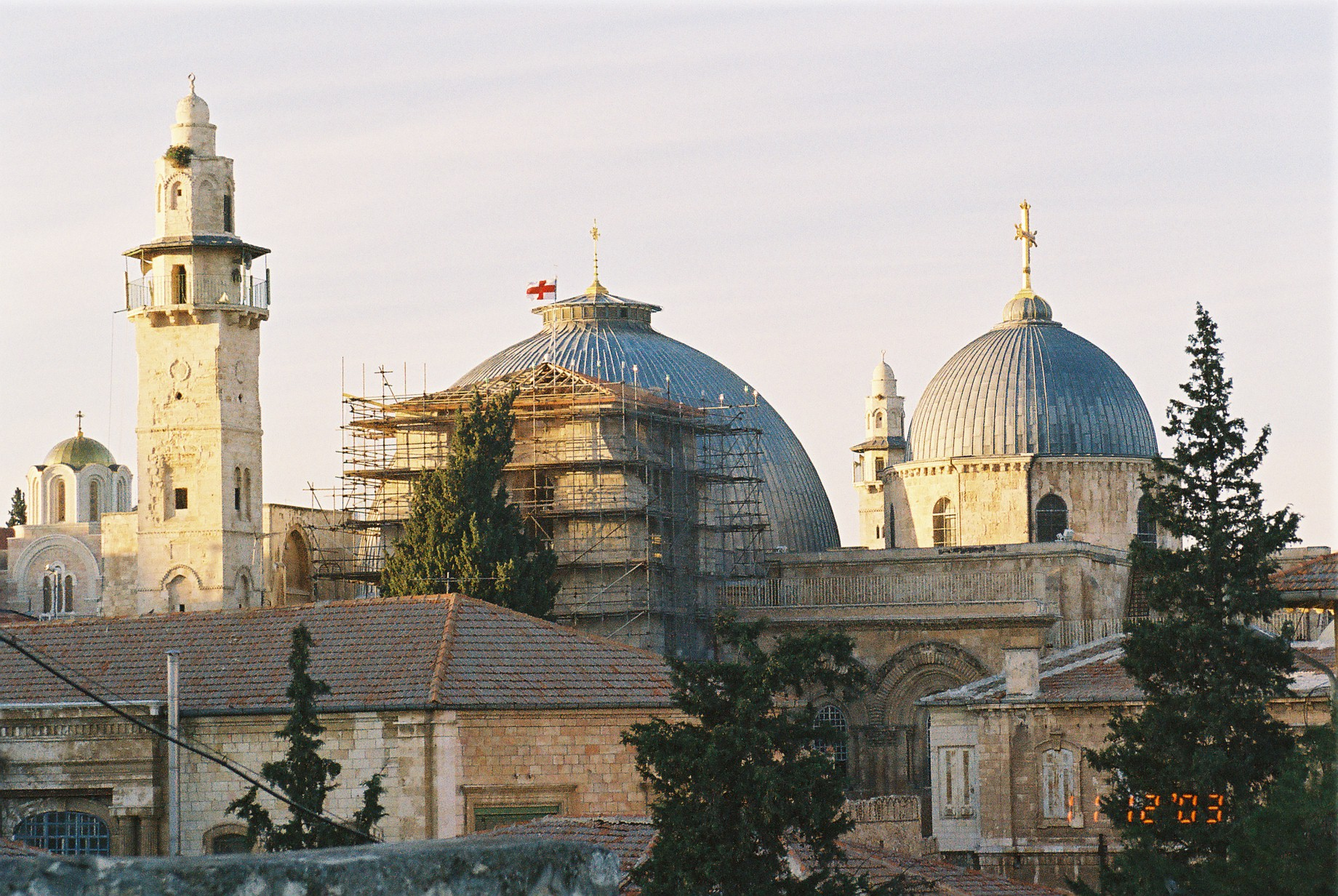
Iglesia del Santo Sepulcro.

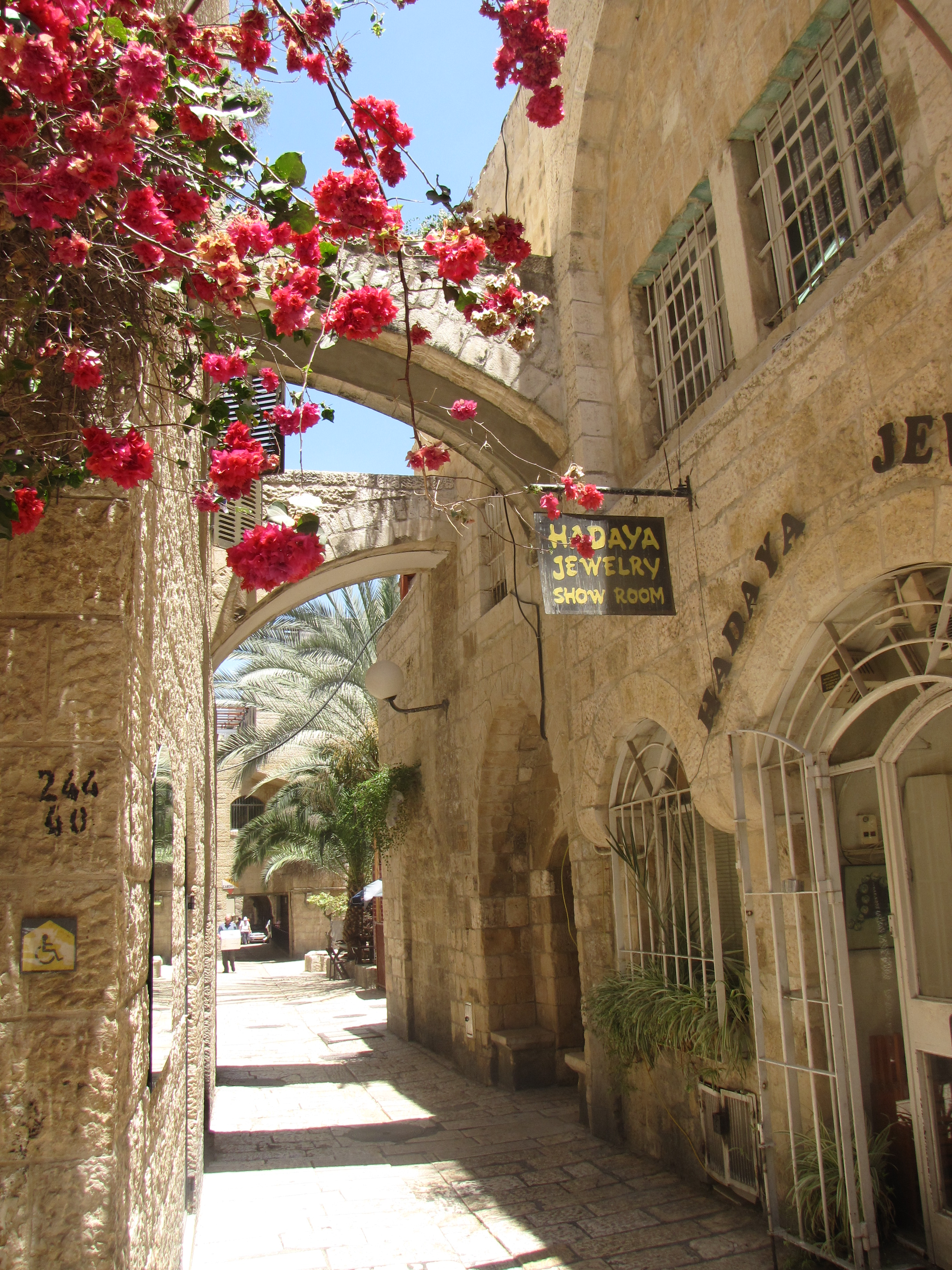
Pasaje en el Barrio Judío.

Existen cuatro barrios en la ciudad vieja: el Barrio Armenio, el Barrio Cristiano, el Barrio Judío y el Barrio Musulmán, adicionalmente se incluye en la ciudad vieja el Monte del Templo. 

### Barrio Armenio
El Barrio Armenio es el menor de los cuatro barrios y está ubicado en la esquina S.O. de la ciudad. Aunque el pueblo armenio es cristiano, el Barrio Armenio es distinto al Barrio Cristiano. A pesar del pequeño tamaño y la población de este barrio, los armenios y su Patriarcado permanecen independientes y forman una vigorosa presencia en la Ciudad Vieja.

### Barrio Cristiano
El Barrio Cristiano posee 19 hectáreas (0,19 km²) está situado en la esquina N.O. de la ciudad. El barrio contiene la Iglesia del Santo Sepulcro, uno de los lugares más sagrados del cristianismo.

### Barrio Judío
El Barrio Judío (En hebreo:הרובע היהודי, HaRova HaYehudi o la Rova) está situado al S.E de la ciudad posee un superficie de 0,11 km². El Barrio Marroquí, fundado en el siglo XII, fue demolido y anexado a este barrio en 1967, tras la ocupación  del sector este de Jerusalén, para crear la explanada delante del Muro de las Lamentaciones., con el fin de crear un espacio para los visitantes y turistas, iniciándose así la planificación física del barrio.

### Barrio Musulmán
El Barrio Musulmán es el mayor de los barrios con una superficie de 31 hectáreas (0,31 km²) y está situado en la esquina N.E. de la ciudad

### Monte del Templo
La Explanada de las Mezquitas o Monte del Templo es un sector religioso de la Ciudad vieja de aproximadamente 15 hectáreas. Es un sitio sagrado tanto como para los musulmanes como para los judíos.

## Puertas

### Puertas abiertas
| Español              | Hebreo          | Árabe              | Nombres alternativos                                                                     | Año de construcción | Localización                                                               |
| -------------------- | --------------- | ------------------ | ---------------------------------------------------------------------------------------- | ------------------- | -------------------------------------------------------------------------- |
| Puerta de Jaffa      | Sha'ar Yaffo    | Bab al-Khalil      | Puerta del templo de David, Puerta de Hebrón                                             | 1530-1540           | Centro del lado oeste                                                      |
| Puerta de Damasco    | Sha'ar Shjem    | Bab al-Amoud       | Sha'ar Damesek, Puerta de Nablus, Puerta del Pillar                                      | 1537                | Centro del lado norte 31°46′53.71″N 35°13′48.77″E / 31.7815861, 35.2302139 |
| Puerta de los Leones | Sha'ar HaArayot | Bab Sittna Maryam  | Puerta de Yehoshafat, Puerta de Santa María, Puerta de San Esteban, Puerta de las Tribus | 1538-1539           | Norte del lado este                                                        |
| Puerta del estiércol | Sha'ar HaAshpot | Bab al-Maghariba   | Puerta de Silwan, Puerta de Mograbi, Sha'ar HaMugrabim                                   | 1538-1540           | Este del lado Sur                                                          |
| Puerta de Sion       | Sha'ar Tzion    | Bab El-Nabi Da'oud | Puerta del Barrio Judío, Puerta de David                                                 | 1540                | Centro del lado sur                                                        |
| Puerta Nueva         | Sha'ar HeJadash | Al-Bab al-Jedid    | Puerta de Hammid                                                                         | 1887                | Oeste del lado norte                                                       |
| Puerta de Herodes    | Sha'ar HaPrajim | Bab-a-Sahairad     | Puerta de las Flores, Sha`ar Hordos                                                      | ¿?                  | Este del lado norte                                                        |

## Arquitectura religiosa

### Barrio Cristiano
El Santo Sepulcro es uno de los lugares más sagrados del cristianismo ya que en su interior encontramos el sepulcro de Jesús, el Monte Calvario o Gólgota (donde lo crucificaron), la piedra donde fue ungido antes de ser sepultado y el aljibe donde fue encontrada su cruz.
Sin duda, es un proyecto que rompe con cualquier arquitectura utilizada por las distintas ramas del cristianismo. Tanto el ingreso como su estructura es de lo más curioso en relación con una iglesia o catedral. 
El acceso, llegando por la Vía Dolorosa, está dado por una plaza donde se encuentra la fachada que no se asemeja en nada a un templo religioso. Ya en el interior se perciben sus dependencias irregulares que posee la planta debido a una complejidad arquitectónica y religiosa.
El edificio designa tres partes principales: la piedra de la unción, Gólgota o calvario (lugar exacto de la crucifixión de Jesucristo) y el Santo Sepulcro.

### Barrio Armenio
En el barrio armenio, se encuentra la Torre de David. Ésta fue construida en el siglo II a. C.. con el objetivo de paliar uno de los puntos débiles de la defensa de la Ciudad Vieja. Hoy en día es un museo donde se han descubierto restos desde la época de los macabeos hasta el medievo.
Las calles de este barrio forman una intrincada estructura de naturaleza defensiva: las casas alineadas se caracterizan por lo alto que están situadas sus ventanas, protegidas por rejas de hierro, y por sus anónimas puertas de entrada, a las que solo es posible acceder a través de patios internos. Todo este estilo de arquitectura se debe a la larga y terrible historia de masacres que los armenios han sufrido a través de los tiempos.
El barrio armenio a su vez es famoso por su espléndida Catedral de Santiago del siglo XII, ésta fue erigida sobre un templo bizantino anterior y está dedicada a dos discípulos de Jesús. Hasta 350 lámparas de plata iluminan el amplio interior del templo catedralicio, decorado con marquetería, cortinajes y cruces esculpidas.

### Barrio Musulmán
En una meseta el monumento de la Cúpula de la Roca y la mezquita de Al-Aqsa, siendo el tercer sitio más sagrado para el islam, se encuentra el lugar desde donde supuestamente Mahoma ascendió a los cielos.
El edificio es un ejemplo muy claro de qubba islámica. Presenta una estructura de planta centralizada, en torno al elemento de culto, cubierto por una cúpula de media naranja. La cúpula debe relacionarse con un símbolo de poder o de fe ya que es el lugar exacto donde, según el islam, Mahoma ascendió a los cielos.
La planta es el resultado de dos cuadrados superpuestos y girados el uno sobre el otro formando ángulos de 45°, dando lugar a un octógono sobre el que se inscribe una circunferencia.
En el exterior, la cúpula se encuentra recubierta por unas chapas de cobre dorado que, al igual que las fachadas de los muros exteriores, proceden del siglo XI.
El exterior del octógono que conforma la planta de la Cúpula de la Roca está revestido de mármol hasta la altura de las ventanas. En la parte superior, el revestimiento actual es de cerámica turca, y se añadió en 1554 sobre un mosaico vidriado que cubría también el tambor de la cúpula. Estos mosaicos tienen fondo dorado y policromo, y que los dibujos representan árboles, plantas en flor y edificios; probablemente símbolos del Paraíso, como los que todavía se conservan en los riwak de la Gran Mezquita de Damasco.

### Barrio Judío
Una vez en el barrio, la parte más sagrada y religiosa es al entrar a la plaza del Hakótel Hama'araví, más conocido como Muro de los Lamentos. Lugar donde acuden miles de judíos para rezar, se puede ingresar por la parte de las oraciones, mujeres y hombres por separado. Este formaba parte del segundo templo de Salomón, y se emplaza bajo el monte del templo, conocido por los musulmanes como la explanada de las mezquitas.